# Championnat d'Europe de rallycross
Le Championnat d'Europe de rallycross (FIA European Rallycross Championship ou Euro RX) est une compétition de rallycross labellisée par la Fédération internationale de l'automobile (FIA) et créée en 1973. Le championnat est depuis 2013 promu par IMG.

## Histoire
Créée en 1973 sous le nom de Embassy European Trophy, la série est devenue un championnat disputé sous l'égide de la FIA en 1976. En 2013 l'entreprise américaine International Management Group (IMG) rachète les droits du championnat et le médiatise très rapidement. En 2014, cette compétition a donné naissance au championnat du monde de rallycross FIA.

## Épreuves
En 2014, le Championnat d'Europe de rallycross a été restructuré et couplé avec le nouveau championnat du monde dans sa partie européenne, avec cinq épreuves pour la catégorie Supercar alors que la totalité des neuf épreuves courues en Europe comptent pour les catégories Super1600 et TouringCar. En 2016, le championnat d'Europe est séparé du championnat du monde dès les manches qualificatives pour une meilleure compréhension des spectateurs.
Le championnat se dispute sur des circuits fermés dont la surface est mixte avec une partie en terre et l'autre en asphalte. Chaque événement compte quatre manches initiales, deux demi-finales et une finale.

## Voitures
Le championnat se dispute en trois catégories : Supercar, Super1600, et Touring Car.
- Supercar : voiture de série largement modifiée dans un esprit WRC/R5, avec quatre roues motrices, propulsée par un moteur de 2 L turbocompressé développant 600 ch et 850 N m de couple ;
- Super1600 : voiture de série modifiée (de type JWRC/Super 1600), moteur atmosphérique d'1,6 L, deux roues motrices avant ;
- Touring Car : voiture de série modifiée, moteur atmosphérique de 2 L, deux roues motrices arrière (les véhicules à traction avant peuvent être modifiés en propulsion).

## Palmarès
| Année | Nom de la compétition                    | Classement général                                   |                                               |                                             |
| ----- | ---------------------------------------- | ---------------------------------------------------- | --------------------------------------------- | ------------------------------------------- |
| 1973  | Embassy European Rallycross Championship | John Taylor Ford Escort RS1600                       |                                               |                                             |
| 1974  | Embassy European Rallycross Championship | Franz Wurz VW 1302S 2.4                              |                                               |                                             |
| 1975  | ERA European Rallycross Championship     | Kees Teurlings VW 1303S 3.0 (Moteur Porsche Carrera) |                                               |                                             |
| 1976  | FIA European cup                         | Franz Wurz Lancia Stratos HF 2.4                     |                                               |                                             |
| 1977  | FIA European cup                         | Herbert Grünsteidl Alpine A310 16V Alpine A310 V6    |                                               |                                             |
| 1978  | FIA European cup                         | Martin Schanche Ford Escort RS1800                   |                                               |                                             |
|       |                                          | Division TC                                          | Division GT                                   |                                             |
| 1979  | FIA European Rallycross Championship     | Martin Schanche Ford Escort RS1800                   | Olle Arnesson Porsche 911 Carrera             |                                             |
| 1980  | FIA European Rallycross Championship     | Per-Inge Walfridsson Volvo 343 Turbo                 | Olle Arnesson Porsche 911 SC                  |                                             |
| 1981  | FIA European Rallycross Championship     | Martin Schanche Ford Escort RS1800 Turbo             | Matti Alamäki Porsche 911 SC                  |                                             |
| 1982  | FIA European Rallycross Championship     | Egil Stenshagen Volkswagen Golf GTi 1.6              | Franz Wurz Audi Quattro                       |                                             |
| 1983  | FIA European Rallycross Championship     | Egil Stenshagen Volkswagen Golf GTi 1.8              | Olle Arnesson Audi Quattro                    |                                             |
| 1984  | FIA European Rallycross Championship     | Anders Norstedt Saab 900 Turbo                       | Martin Schanche Ford Escort XR3 T16 4x4       |                                             |
| 1985  | FIA European Rallycross Championship     | Anders Norstedt Saab 900 Turbo                       | Matti Alamäki Porsche 911 BiTurbo 4x4         |                                             |
| 1986  | FIA European Rallycross Championship     | Anders Norstedt Saab 900 Turbo                       | Olle Arnesson Audi Quattro 20V                |                                             |
| 1987  | FIA European Rallycross Championship     | Per-Ove Davidsson Volvo 240 Turbo                    | Seppo Niittymäki Peugeot 205 T16 E2           |                                             |
| 1988  | FIA European Rallycross Championship     | Bjørn Skogstad Ford Sierra RS500 Cosworth            | Matti Alamäki Peugeot 205 T16 E2              |                                             |
| 1989  | FIA European Rallycross Championship     | Kenneth Hansen Ford Sierra RS500 Cosworth            | Matti Alamäki Peugeot 205 T16 E2              |                                             |
| 1990  | FIA European Rallycross Championship     | Kenneth Hansen Ford Sierra RS500 Cosworth            | Matti Alamäki Peugeot 205 T16 E2              |                                             |
| 1991  | FIA European Rallycross Championship     | Kenneth Hansen Ford Sierra RS500 Cosworth            | Martin Schanche Ford RS200 E2                 |                                             |
| 1992  | FIA European Rallycross Championship     | Kenneth Hansen Ford Sierra RS500 Cosworth            | Will Gollop MG Metro 6R4 BiTurbo              |                                             |
|       |                                          | Division 1                                           | Division 2                                    | 1400 Cup                                    |
| 1993  | FIA European Rallycross Championship     | Ludvig Hunsbedt Ford Escort RS Cosworth              | Jean-Luc Pailler Citroën BX GTi T16 4x4       | Tony Kuypers Citroën AX GT Citroën AX Sport |
| 1994  | FIA European Rallycross Championship     | Richard Hutton Ford Escort RS Cosworth               | Kenneth Hansen Citroën ZX T16 4x4             | Susann Bergvall Citroën AX Sport            |
| 1995  | FIA European Rallycross Championship     | Eivind Opland Mitsubishi Lancer Evolution II         | Martin Schanche Ford Escort RS2000 T16 4x4    | Ko Kasse Citroën AX GTi                     |
| 1996  | FIA European Rallycross Championship     | Eivind Opland Mitsubishi Lancer Evolution III        | Kenneth Hansen Citroën ZX T16 4x4             | Manfred Beck Citroën AX GTi                 |
| 1997  | FIA European Rallycross Championship     | Ludvig Hunsbedt Ford Escort RS2000 T16 4x4           | Eivind Opland Mitsubishi Lancer Evolution III | Jaroslav Kalný Peugeot 106 Rallye           |
| 1998  | FIA European Rallycross Championship     | Kenneth Hansen Citroën Xsara VTS T16 4x4             | Eivind Opland Mitsubishi Lancer Evolution V   | Jaroslav Kalný Peugeot 106 Rallye           |
| 1999  | FIA European Rallycross Championship     | Per Eklund Saab 9-3 T16 4x4                          | Magnus Hansen Citroën Xsara VTS               | Johnny Jensen Citroën AX GTi                |
| 2000  | FIA European Rallycross Championship     | Kenneth Hansen Citroën Xsara WRC                     | Eddy Bénézet Peugeot 306 S16                  | Sven Seeliger Citroën AX GTi                |
| 2001  | FIA European Rallycross Championship     | Kenneth Hansen Citroën Xsara WRC                     | Ronny Scheveneels Volkswagen Golf GTI 16V     | Sven Seeliger Citroën AX GTi                |
| 2002  | FIA European Rallycross Championship     | Kenneth Hansen Citroën Xsara WRC                     | Marc-Jan Vlassak Opel Astra OPC               | Aleš Zázvorka Volkswagen Polo 1.4 16V       |
|       |                                          | Division 1                                           | Division 1A                                   | Division 2                                  |
| 2003  | FIA European Rallycross Championship     | Kenneth Hansen Citroën Xsara                         | Jaroslav Kalný Peugeot 206 XS                 | Guttorm Lindefjell Opel Astra OPC           |
| 2004  | FIA European Rallycross Championship     | Kenneth Hansen Citroën Xsara                         | Ron Snoeck Seat Ibiza 16V                     | Jussi Pinomäki Renault Clio II RS Ragnotti  |
| 2005  | FIA European Rallycross Championship     | Kenneth Hansen Citroën Xsara                         | Ron Snoeck Seat Ibiza 16V                     | Jussi Pinomäki Renault Clio II RS Ragnotti  |
| 2006  | FIA European Rallycross Championship     | Lars Larsson Škoda Fabia                             | Krzysztof Groblewski Volkswagen Polo GTI      | Roman Častoral Opel Astra OPC               |
| 2007  | FIA European Rallycross Championship     | Lars Larsson Škoda Fabia                             | Michaël De Keersmaecker Opel Corsa GSi        | Tomáš Kotek Honda Civic Type R              |
| 2008  | FIA European Rallycross Championship     | Kenneth Hansen Citroën C4                            | Jussi Pinomäki Renault Clio                   | Tomáš Kotek Honda Civic Type R              |
| 2009  | FIA European Rallycross Championship     | Sverre Isachsen Ford Focus                           | Mats Lysen Renault Twingo Mk2                 | Knut Ove Børseth Ford Fiesta ST RWD         |
| 2010  | FIA European Rallycross Championship     | Sverre Isachsen Ford Focus                           | Timur Timerzyanov Renault Twingo Mk2          | Derek Tohill Ford Fiesta Mk7 RWD            |
|       |                                          | Supercar                                             | Super1600                                     | TouringCar                                  |
| 2011  | FIA European Rallycross Championship     | Sverre Isachsen Ford Focus                           | Andreas Bakkerud Renault Clio Mk2             | Lars Øivind Enerberg Ford Fiesta ST RWD     |
| 2012  | FIA European Rallycross Championship     | Timur Timerzyanov Citroën DS3                        | Andreas Bakkerud Renault Twingo Mk2           | Anton Marklund Ford Fiesta Mk7 RWD          |
| 2013  | FIA European Rallycross Championship     | Timur Timerzyanov Citroën DS3                        | Reinis Nitišs Renault Clio Mk2                | Derek Tohill Ford Fiesta Mk7 RWD            |
| 2014  | FIA European Rallycross Championship     | Robin Larsson Audi A1                                | Sergej Zagumennov Skoda Fabia Mk2             | Daniel Lundh Volvo C30 Mk7 RWD              |
| 2015  | FIA European Rallycross Championship     | Tommy Rustad Volkswagen Polo                         | Janis Baumanis Renault Twingo Mk2             | Fredrik Salsten Citroën DS3 RWD             |
| 2016  | FIA European Rallycross Championship     | Kevin Hansen Peugeot 208                             | Krisztián Szabo Skoda Fabia Mk2               | Ben-Philip Gundersen Ford Fiesta Mk7 RWD    |
| 2017  | FIA European Rallycross Championship     | Anton Marklund Volkswagen Polo                       | Krisztián Szabo Skoda Fabia Mk2               | Lars-Øivind Eneberg Ford Fiesta Mk7 RWD     |
| 2018  | FIA European Rallycross Championship     | Reinis Nitišs Ford Fiesta                            | Rokas Baciuška Audi A1                        | Steve Volders Ford Fiesta Mk7 RWD           |
| 2019  | FIA European Rallycross Championship     | Robin Larsson Audi S1                                | Aydar Nuriev Audi A1                          |                                             |

(Nota Bene: le Français Jean-Luc Pailler, champion d'Europe de D2 en 1993 sur Citroën BX GTi turbo 16 4x4, a aussi été vice-champion d'Europe de D1 en 2000 -devant Per Eklund, alors que son compatriote Eddy Bénézet obtenait un titre en D2-, et 3e du championnat continental en 1994, 1995 et 1996 -D2-, puis 2003 -D1-. Olivier Bossard a été vice-champion d'Europe D1A en 2008 sur Citroën C2 -3e en 2007-, et Davy Jeanney en 2013 sur Citroën C4.)